# Belouis Some
Neville Keighley, noto come Belouis Some (Inghilterra, 12 dicembre 1959), è un musicista inglese, appartenente al genere new wave.
È stato attivo dal 1985 al 1993, anno in cui ha drasticamente ridotto le sue esibizioni.
Ha pubblicato, in carriera, tre LP, Some People, Belouis Some e Living Your Life, oltre a vari singoli, tra cui, nel 1985, Imagination, brano originariamente parte dell'LP Some People e con cui l'artista partecipò al Festivalbar  come ospite, e che lo rese noto al pubblico italiano.

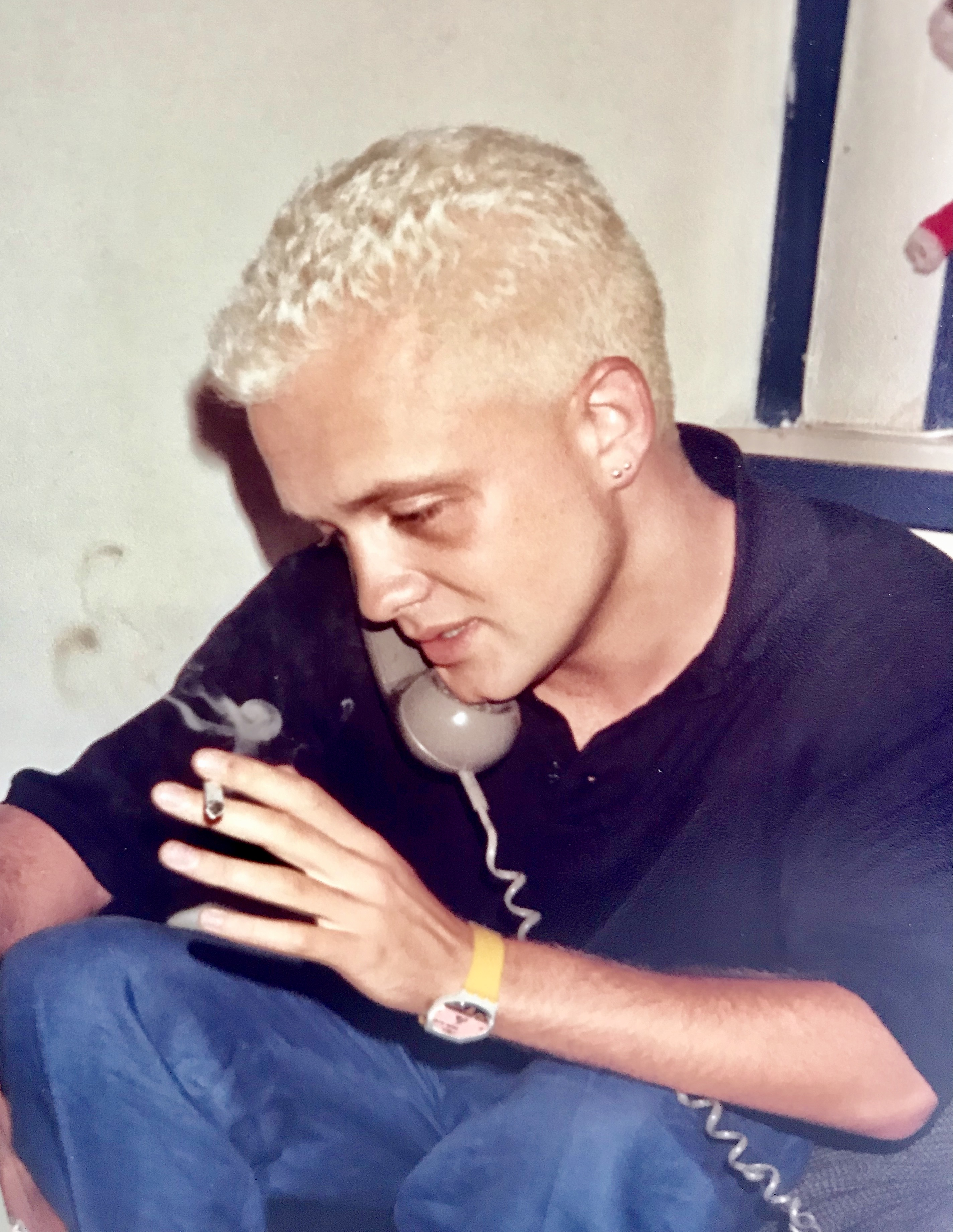
Belouis Some, Londra 1985

## Discografia

### Album
- 1985 - Some People (Parlophone)
- 1987 - Belouis Some (Capitol Records)
- 1993 - Living Your Life (Ariola Records)

### Singoli
- 1984 - Target Practice (prima versione)
- 1985 - Imagination
- 1985 - Some People
- 1986 - Target Practice (seconda edizione)
- 1986 - Round, Round
- 1987 - Let it Be with You
- 1987 - Animal Magic
- 1993 - Sometimes
- 1993 - Something She Said
- 1995 - Let Me Love You for Tonight